# Actio exercitoria
L'actio exercitoria è un istituto giuridico del diritto romano, volto all'adempimento di un'obbligazione.
Presupposto perché un creditore potesse esercitare tale azione è che il debitore fosse stato preposto dal proprio pater familias, se figlio, o dominus, se servo, a dirigere una nave. L'avente potestà, quindi, era un exercitor navis (l'armatore, si direbbe oggi), mentre il figlio o lo schiavo incaricato assumeva il ruolo di magister navis. In tal modo si presupponeva che le obbligazioni contratte dal debitore ricadessero nella sfera giuridica del dominus o del pater familias, proprio in forza del mandato ricevuto precedentemente al governo della nave. In tale modo, il creditore poteva, attraverso l'actio exercitoria, chiedere l'adempimento direttamente al dominus o pater familias.